# Sermon sur l'enseignement du salut de Mani
 (novembre 2021).
La mise en forme du texte ne suit pas les recommandations de Wikipédia : il faut le « wikifier ».
Les points d'amélioration suivants sont les cas les plus fréquents. Le détail des points à revoir est peut-être précisé sur la page de discussion.
- Les titres sont pré-formatés par le logiciel. Ils ne sont ni en capitales, ni en gras.
- Le texte ne doit pas être écrit en capitales (les noms de famille non plus), ni en gras, ni en italique, ni en « petit »…
- Le gras n'est utilisé que pour surligner le titre de l'article dans l'introduction, une seule fois.
- L'italique est rarement utilisé : mots en langue étrangère, titres d'œuvres, noms de bateaux, etc.
- Les citations ne sont pas en italique mais en corps de texte normal. Elles sont entourées par des guillemets français : « et ».
- Les listes à puces sont à éviter, des paragraphes rédigés étant largement préférés. Les tableaux sont à réserver à la présentation de données structurées (résultats, etc.).
- Les appels de note de bas de page (petits chiffres en exposant, introduits par l'outil «  Source ») sont à placer entre la fin de phrase et le point final[comme ça].
- Les liens internes (vers d'autres articles de Wikipédia) sont à choisir avec parcimonie. Créez des liens vers des articles approfondissant le sujet. Les termes génériques sans rapport avec le sujet sont à éviter, ainsi que les répétitions de liens vers un même terme.
- Les liens externes sont à placer uniquement dans une section « Liens externes », à la fin de l'article. Ces liens sont à choisir avec parcimonie suivant les règles définies. Si un lien sert de source à l'article, son insertion dans le texte est à faire par les notes de bas de page.
- La présentation des références doit suivre les conventions bibliographiques. Il est recommandé d'utiliser les modèles {{Ouvrage}}, {{Chapitre}}, {{Article}}, {{Lien web}} et/ou {{Bibliographie}}. Le mode d'édition visuel peut mettre en forme automatiquement les références.
- Insérer une infobox (cadre d'informations à droite) n'est pas obligatoire pour parachever la mise en page.

Pour une aide détaillée, merci de consulter Aide:Wikification.
Si vous pensez que ces points ont été résolus, vous pouvez retirer ce bandeau et améliorer la mise en forme d'un autre article.

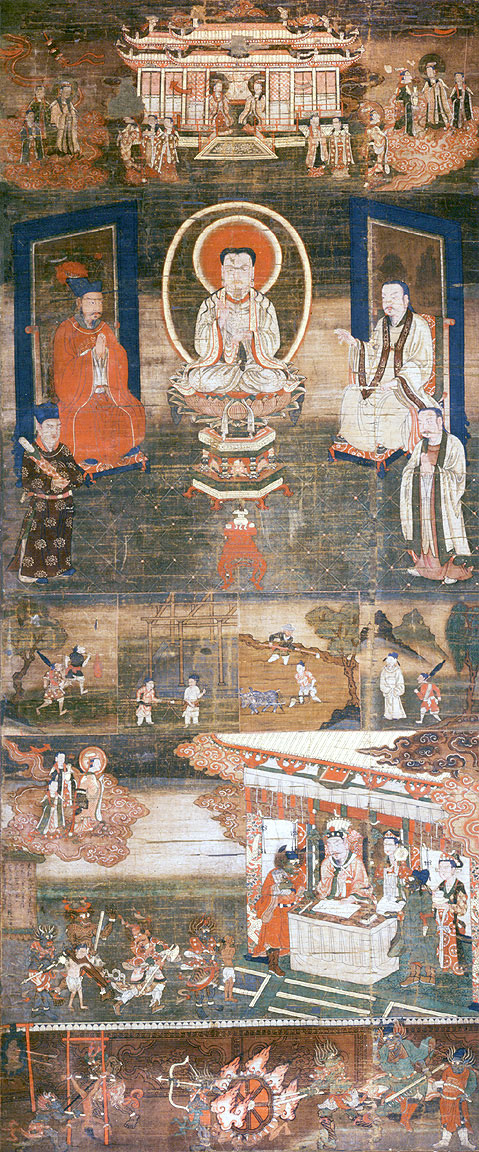
Sermon sur l'enseignement du salut de Mani.

Sermon sur l'enseignement du salut de Mani (chinois traditionnel : 冥王聖幀 ; litt. « Rouleau sacré du roi des enfers ») est un rouleau de soie de la dynastie Yuan, mesurant 142 × 59 centimètres et datant du XIIIe siècle, avec des thèmes didactiques : un récit multi-scénique qui dépeint les enseignements de Mani sur le salut combine un sermon sous-scène avec les représentations de l'enseignement sotériologique dans le reste du tableau.
La peinture était considérée comme une représentation des six royaumes du saṃsāra par les bouddhistes japonais, c'est pourquoi elle s'appelait « Peinture des six chemins de la renaissance » (japonais : 六道図). Après avoir été étudiée par des spécialistes comme Takeo Izumi, Yutaka Yoshida, Zsuzsanna Gulácsi et Jorinde Ebert, ils ont conclu que la peinture était une œuvre d'art manichéenne. Il a probablement été produit par un peintre du XIIIe siècle de Ningbo, une ville du sud de la Chine et est conservé aujourd'hui au musée d'art japonais Yamato Bunkakan à Nara, Nara.

## La description
Le tableau est divisé en cinq scènes, avec des titres donnés par Zsuzsanna Gulácsi, une spécialiste hongroise du manichéisme.
- La visite de la jeune fille de la lumière au paradis : la première section, en haut, représente le paradis comme un édifice palatial qui constitue le centre d'une narration d'événements avec les images répétées de quelques êtres mythologiques : la jeune fille de la lumière visitant le paradis. Elle montre à gauche les salutations de l'hôte du ciel à l'arrivée de la jeune fille de la lumière, la rencontre avec l'hôte dans le palais au milieu et la jeune fille quittant le ciel à droite.
- Sermon autour d'une statue de Mani : la deuxième scène est la section principale et la plus grande des cinq, elle représente un sermon prononcé autour de la statue d'une divinité manichéenne (Mani) par deux élus manichéens habillés en blanc à droite. L'élu qui prononce le sermon est assis, tandis que son assistant est debout. À gauche, le laïc habillé en rouge et son assistant écoutent le sermon.
- États de la bonne réincarnation : la troisième section est divisée en quatre petits carrés, chacun représentant l'une des quatre classes de la société chinoise afin de capturer ce qui semble être la vie quotidienne des laïcs manichéens chinois. De gauche à droite, la première scène représente des ouvriers ambulants ; le second, les artisans ; le troisième, les fermiers, et le quatrième, les aristocrates.

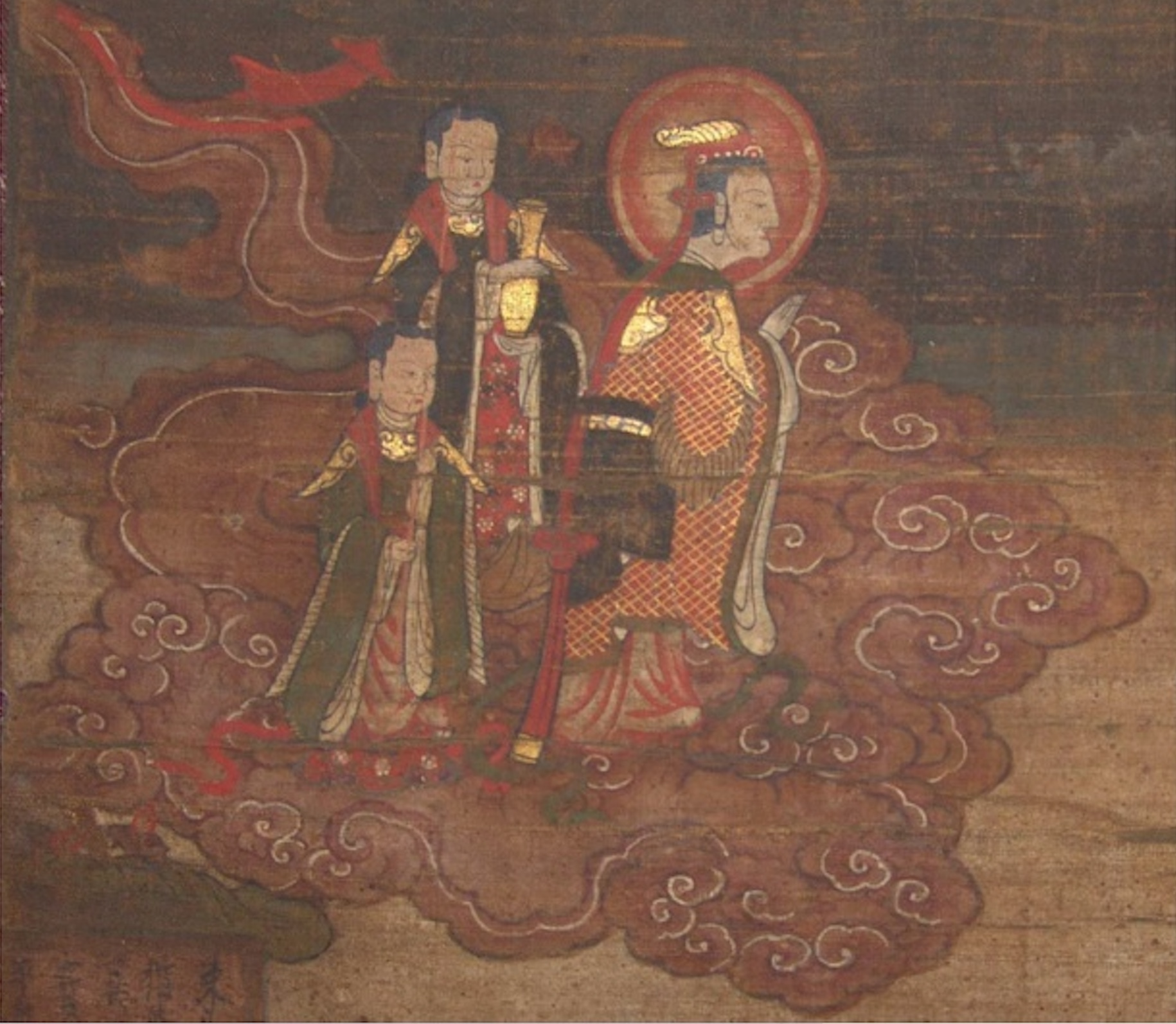
Détail : Maiden of Light sur une formation nuageuse avec ses assistants.

- L'intervention de la Vierge de la Lumière lors d'un jugement : la quatrième scène montre un juge assis derrière un bureau, entouré de ses assistants, dans un pavillon situé sur une plate-forme surélevée, devant laquelle deux paires de démons conduisent leurs captifs pour entendre leur sort. Dans le coin supérieur gauche, la Vierge de la Lumière arrive sur une formation de nuages avec deux assistants, pour intervenir en faveur de l'homme qui va être jugé. Cette section est une représentation de la vision manichéenne du jugement après la mort. L'historien français Étienne de la Vaissière a comparé la scène du jugement avec celui affiché sur le Sogdian Wirkak sarcophage de, et a conclu qu'elles sont étonnamment semblables[6].
- États de mauvaise réincarnation : la scène finale dépeint quatre images effrayantes de l'enfer qui comprennent, de gauche à droite, un démon tirant des flèches sur une personne suspendue à un cadre rouge dans le coin supérieur gauche ; une personne suspendue la tête en bas et démembrée par deux démons ; une roue ardente roulant sur une personne ; et enfin un groupe de démons attendant leurs prochaines victimes.

## Une analyse
Zsuzsanna Gulácsi déclare dans son article Un sermon visuel sur l'enseignement du salut de Mani : 

« L'origine Manichéen de cette peinture chinoise est incontestable pour trois raisons principales : l'inscription dédicatoire qui confère l'objet à un temple Manichéen chinois vraisemblablement situé à Ningbo, dans la province du Zhejiang ; l'iconographie de sa divinité principale, Mani, ainsi que celle des élus (prêtres manichéens), qui sont représentés dans des versions chinoises des tenues caractéristiques des Manichéens ; et la quantité importante de preuves documentaires sur le culte des divinités manichéennes (Mani et Jésus) représentées sous forme picturale et sculpturale par les communautés manichéennes du sud de la Chine, en particulier des provinces du Fujian et du Zhejiang, entre les Xe et XVIIe siècles. [...] Ce rouleau suspendu n'est clairement pas une œuvre d'art dévotionnelle utilisée à des fins de culte religieux. Il est dominé par un caractère narratif affiché tout au long de son programme pictural complexe qui s'appuie sur un large ensemble de scènes individuelles disposées de manière unique. Bien que la séquence des scènes soit logique, elle n'est pas évidente. Leur compréhension implique un observateur familier de l'enseignement religieux manichéen. Nous avons vu que divers éléments de composition, tout comme un thème global, unissent les différents registres (scènes) dans cette image complexe qui ne convient guère à un regard occasionnel. Par conséquent, cette peinture sur soie peut être interprétée comme une œuvre d'art didactique conçue comme un support visuel pour l'enseignement religieux. Si tel est le cas, cette peinture constitue un excellent exemple d'une telle image utilisée par une communauté manichéenne dans le sud de la Chine au XIIIe siècle, probablement dans la région de Ningbo, dans la province du Zhejiang. »

. Dans l'article The Origin of the Manichaean « Hades Frame » in the Yamato Bunkakan Collection, Japan, Ma Xiaohe, un universitaire spécialisé dans le manichéisme, a fait une reconstruction hypothétique de l'évolution de l'image : 

« L'auteur de cette peinture a probablement copié la peinture du Sutra des Dix Rois des Cinq Dynasties et des Song du Nord et la peinture des Six Chemins de la Terre et des Dix Rois, en remplaçant Shakyamuni par Mani, le Roi Yiluo par le Roi de l'Égalité, Six Chemins par les Trois Chemins, et le Bodhisattva de la Guidance par le Bouddha de la Foudre, ainsi que les scènes de prêtres de l'Ouest s'adressant aux auditeurs, formant le schéma de base. Dans l'évolution ultérieure de ce diagramme, la scène du procès du roi des enfers a été absorbée de la peinture du rouleau des Dix Rois de Lu Xinzhong, de la dynastie des Song du Sud, puis de la peinture du rouleau des Dix Rois de Lu Zhongyuan, de la dynastie des Yuan, pour aboutir au diagramme que nous connaissons aujourd'hui »

## Galerie

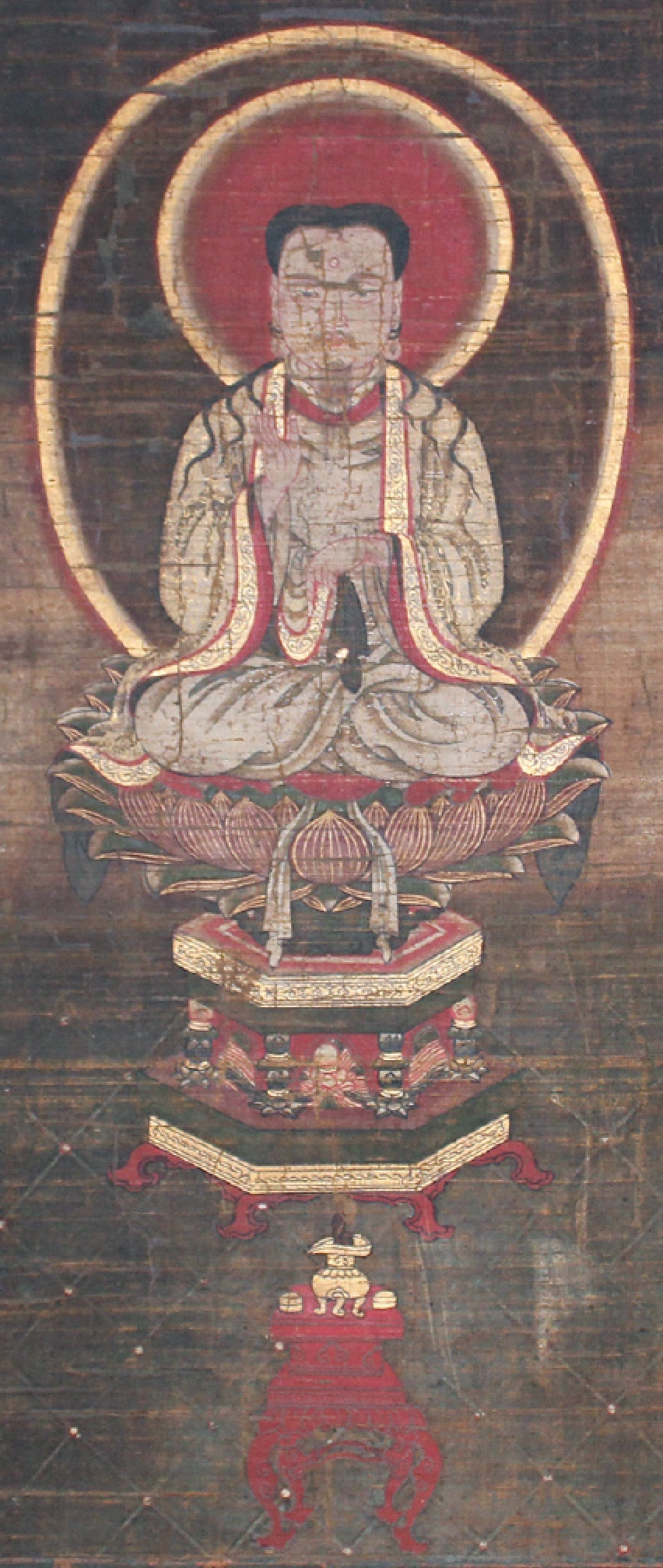
Détail du registre principal : la statue Mani
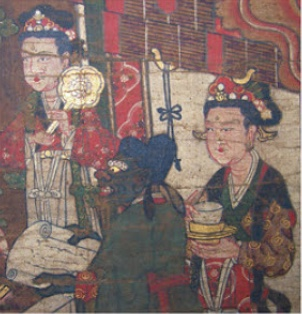
Détail du quatrième registre : la scène du jugement
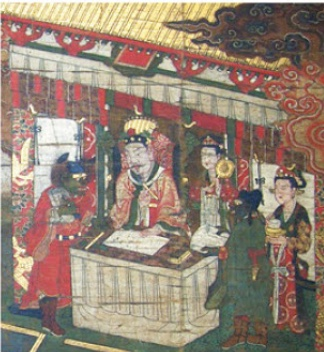
Détail du quatrième registre : la scène du jugement

## Excursus

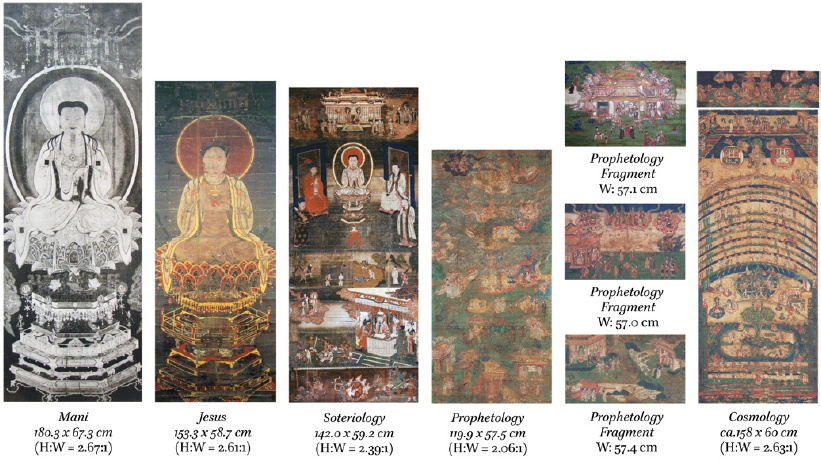
Huit Atlas de peinture sur soie

Huit rouleaux de soie suspendus avec des images didactiques manichéennes du sud de la Chine entre le XIIe siècle et le XVe siècle, qui peuvent être divisés en quatre catégories :
Deux portraits uniques (représentant Mani et Jésus)
- Icône de Mani
- Peinture manichéenne du Bouddha Jésus

Un rouleau illustrant la théorie du salut (Soteriology)
- Sermon sur l'enseignement du salut de Mani

Quatre rouleaux représentant la prophétologie (Prophetology)
- Les parents de Mani (en)
- Naissance de Mani (en)
- Épisodes du travail missionnaire de Mani (en)
- Création de la communauté de Mani (en)

Un rouleau représentant la cosmologie (Cosmology)
- Diagramme de l'univers

## Voir également
- Le manichéisme chinois